# Krobielewko
Krobielewko is een plaats in het Poolse district  Międzyrzecki, woiwodschap Lubusz. De plaats maakt deel uit van de gemeente Skwierzyna en telt 160 inwoners.